# Чагров
Чагро́в (укр. Чагрів) — село в Букачёвской поселковой общине Ивано-Франковского района Ивано-Франковской области Украины.
Население по переписи 2001 года составляло 827 человек. Занимает площадь 18,94 км². Почтовый индекс — 77061. Телефонный код — 03435.

## Известные уроженцы
- Иван Раковский (1874—1949) — украинский антрополог и зоолог, общественный деятель.